# Manuel de la Peña y Ramirez
Manuel de la Peña y Ramírez (Alfajayucan, Hidalgo; 7 de junio de 1830 - Querétaro, Querétaro; 24 de marzo de 1867) fue un Político y Militar mexicano. Fue diputado al congreso constituyente de 1857, prefecto del distrito de Tula y gobernador y comandante militar del segundo distrito. Sus acciones más destacadas fueron, la reorganización de las guardias nacionales y su defensa junto al coronel Joaquín Martínez, así como mantener comunicaciones con los republicanos Nicolás Romero (coronel) y Juan N Kampfner. Murió en una acción de guerra en el Sitio de Querétaro durante el ataque a Casa Blanca 